# Rejon drohiczyński
Rejon drohiczyński (biał. Дра́гічынскі раён, Drahiczynski rajon, ros. Дроги́чинский райо́н, Drogiczinskij rajon) – rejon w południowo-zachodniej Białorusi, w obwodzie brzeskim.

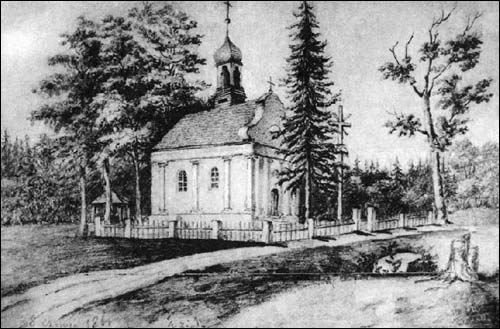
kościół Św. Ducha w Jaźwiny (rejon drohiczyński) na rysunku Napoleona Ordy

## Geografia
Rejon drohiczyński ma powierzchnię 1855,06 km². Lasy zajmują powierzchnię 492,77 km², bagna 205,05 km², obiekty wodne 48,23 km².

## Ludność
- W 2009 roku rejon zamieszkiwało 42 948 osób, w tym 16 431 w mieście i osiedlu typu miejskiego oraz 26 517 na wsi[2].
- 1 stycznia 2010 roku rejon zamieszkiwało ok. 42 600 osób, w tym ok. 16 300 w mieście i osiedlu typu miejskiego oraz ok. 26 300 na wsi[3].